# روبرت ويبر (كرة يد)
روبرت ويبر (بالألمانية: Robert Weber) مواليد 25 نوفمبر 1985، هو لاعب كرة يد نمساوي يلعب كجناح أيمن. يلعب حاليا مع نادي ماغديبورغ لكرة اليد ويحمل الرقم 28. مثل منتخب النمسا لكرة اليد.

## سجل المنافسة
شارك في البطولات التالية:
- بطولة العالم لكرة اليد للرجال 2015
- بطولة أوروبا لكرة اليد للرجال 2014

## روابط خارجية
- روبرت ويبر على موقع الاتحاد الأوروبي لكرة اليد (الإنجليزية)
- روبرت ويبر على موقع الدوري الألماني لكرة اليد (الألمانية)